# 앤 설리번
조앤나 맨스필드 설리번(Johanna Mansfield Sullivan, 1866년 4월 14일 ~ 1936년 10월 20일) 또는 앤 설리번 메이시(Anne Sullivan Macy)는 헬렌 켈러의 선생님으로 유명한 미국의 교육가이다.

## 생애

### 유년시절
앤 설리번은 1866년 매사추세츠 주 피딩힐스에서 태어났다. 앤 설리번의 아버지는 술에 중독되어 가족에게 항상 폭력을 가하였다. 어머니는 결핵을 앓고 있었으며 그녀가 여덟 살이 되던 때에 죽었다. 나중에 친척들은 앤과 동생인 지미를 매사추세츠 주립 병원에 버렸다. 그녀는 어린 시절의 대부분을 결핵에 걸린 지미를 열심히 간호했지만 결국 그는 어머니처럼 결핵으로 인해 세상을 떠나고 말았다. 그가 세상을 떠나고 그 충격으로 인해 그녀는 정신적 피해가 오면서 점점 난폭해져 갔다. 이런 비극 속에서 그녀는 공격적이고 자해를 하는 소녀가 되어있었다. 하지만 그녀를 위해 샤론 로라(1810 ~ 1881)라는 간호사가 그녀를 돌보러 왔다. 많은 교육을 받았고 간호사는 그녀에게 183일 동안 "하나님이 너를 사랑하신다“ 고 말해주었다. 결국 간호사의 사랑과 교육 덕분에 그녀는 공격적인 성향을 고친것은 물론 교육을 받을 수 있는 상태가 되었다.

### 시력상실과 시력회복
앤 설리번은 다섯 살 때 트라코마에 감염되었고 갈수록 시각에 이상이 왔다. 바이러스 감염에 의한 이 질병은 자칫 시각을 상실하게 할 수 있었다. 후일 인근 병원에서 사목하던 로마 가톨릭교회 사제 바바라 신부는 그녀를 그의 병원에 데려가 다시 수술하도록해 주었다. 그러나 수술 전 마취를 위해 그녀의 눈에 코카인을 주입한 게 화근이 되어, 그녀의 시력은 더욱 나빠졌다. 바바라 신부는 보스턴 시립 병원으로 그녀를 데려가 수술을 다시 하도록 하였으나 그녀의 시력은 사물을 흐릿하게 볼 수 있는 것 이상으로 회복되지 않았다. 하는 수 없이 앤 설리번은 1880년 퍼킨스 시각장애인 학교에 입학하였다. 시각장애인학교 재학시절 그녀는 다시 한 번 수술을 받아 시력을 회복하였고, 1886년 무사히 학교를 졸업하였다. 졸업식 때 그녀는 졸업생들을 대표하여 연설을 하였다.

### 헬렌 켈러와의 만남

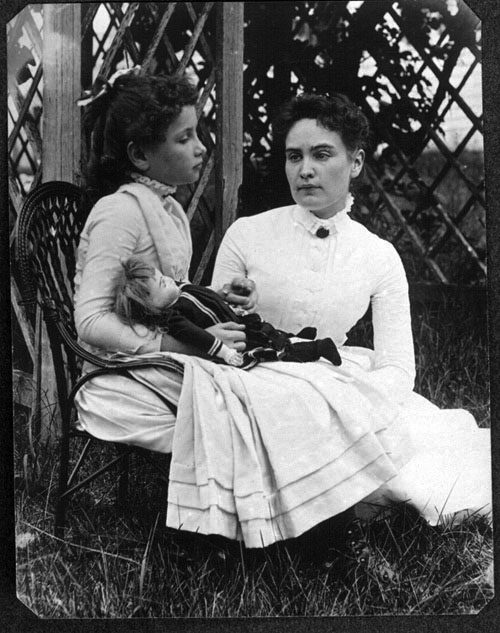
설리번과 헬렌 켈러(8세)

1887년 퍼킨스 시각장애인 학교 교장이었던 마이클 애나그너스는 앤 설리번을 헬렌 켈러의 교사로 위촉하였다.
앤 설리번은 헬렌 켈러에게 손바닥 위에 알파벳을 쓰는 방법으로 영어를 가르쳤으며, 1888년 앤 설리번과 헬렌 켈러는 퍼킨스 시각장애인 학교에 함께 등교하였으며, 래드클리프 대학에 함께 진학하였다.
1936년 10월 20일 뉴욕주 포레스트 힐에서 70세에 관상동맥 혈전증으로 인해 세상을 떠나고 말았다. 사후에 화장되어 워싱턴 국립 대성당에 안치되었다. 이후 32년후인 1968년, 생일을 불과 26일 정도를 앞둔 6월 1일에 심장마비로 인해 세상을 떠난 헬렌 켈러의 유해는 생전 그녀의 소원대로 은사인 설리번의 묘 옆에 안치되었다.